# Alpago
Alpago je obec (comune) v Itálii. K 31. prosinci 2022 měla 6617 obyvatel. V rámci administrativního členění Itálie leží v provincii Belluno v regionu Benátsko.

## Geografie
Obec se nachází vzdušnou čarou asi 10 km jiho-jihovýchodně od hlavního města provincie, Belluna. Leží v náplavové rovině na severovýchodním břehu jezera Lago di Santa Croce v Bellunských Alpách v nadmořské výšce 690 m n. m. Obcí protéká torrente Tesa, která se vlévá se do jezera Lago di Santa Croce.

## Historie
Obec Alpago byla založena 23. února 2016. Vznikla sloučením obcí Pieve d'Alpago, Puos d'Alpago a Farra d'Alpago. Vedení obce sídlí v Pieve d'Alpago.

## Doprava
Obcí procházejí dálnice A27 a státní silnice SS 51 „Alemagna“ vedoucí podél západního břehu jezera Santa Croce.